# Nové Sady
Nové Sady är en ort i Tjeckien.   Den ligger i regionen Södra Böhmen, i den centrala delen av landet, 150 km sydost om huvudstaden Prag. Nové Sady ligger 464 meter över havet och antalet invånare är 191.
Terrängen runt Nové Sady är platt.Runt Nové Sady är det ganska glesbefolkat, med 22 invånare per kvadratkilometer. Närmaste större samhälle är Dačice, 13,0 km norr om Nové Sady. Trakten runt Nové Sady består till största delen av jordbruksmark.